# Allotropa helenae
Allotropa helenae är en stekelart som först beskrevs av Mikhail Vasilievich Kozlov 1977.  Allotropa helenae ingår i släktet Allotropa och familjen gallmyggesteklar. Inga underarter finns listade i Catalogue of Life.